# Börte
Börte (tiếng Mông Cổ: ᠪᠥᠷᠲᠡ, Chuyển tự Latinh: Börte, chữ Mông Cổ: Бөртэ; khoảng 1161-1230), đôi khi viết là Börte Üjin (Cyrillic: Бөртэ үжин), Borte, hay Bật Tê, Bột Nhi Thiếp (孛兒帖), là người vợ đầu tiên của Thiết Mộc Chân, về sau trở thành Thành Cát Tư Hãn, người sáng lập đế quốc Mông Cổ. Bột Nhi Thiếp khi trở thành người đứng đầu hậu cung của Thành Cát Tư Hãn và là người giữ chức Khả đôn của Đế chế của ông. Người ta biết rất ít về những chi tiết giai đoạn của cuộc đời bà, nhưng bà đã được hứa hôn với Thành Cát Tư Hãn khi còn trẻ, kết hôn ở tuổi 17, và sau đó bị bắt cóc bởi một bộ tộc đối thủ. Cuộc giải cứu táo bạo của chồng bà có thể là một trong những sự kiện quan trọng bắt đầu con đường trở thành kẻ chinh phục. Bà đã sinh ra bốn người con trai và năm con gái, cùng với con cháu của họ, là dòng máu chủ chốt tiếp tục mở rộng Đế chế Mông Cổ.

## Đầu đời
Rất ít sự kiện lịch sử được biết về giai đoạn đầu cuộc đời của bà, nhưng người Mông Cổ có rất nhiều truyền thuyết về bà. Những gì ít được biết đến thường là từ Mông Cổ bí sử.
Börte sinh vào khoảng năm 1161 tại Olkhonud của Khongirad. Bộ tộc này hữu hảo với bộ tộc Borjigin, nơi Thành Cát Tư Hãn được sinh ra. Bà là con gái của Dei-Sechen và Chotan. Bà được mô tả là có "nước da trắng" với "ánh sáng trên khuôn mặt và ánh lửa trong mắt" (hàm ý chỉ sự thông minh). Những cô gái đến từ bộ tộc Olkhonud được biết đến với vẻ đẹp đặc biệt.
Cuộc hôn nhân được sắp đặt bởi cha bà và Yesügei, cha của Thiết Mộc Chân, khi bà mới 10 tuổi và Thiết Mộc Chân khi ấy mới 9 tuổi. Temüjin sau đó ở lại với gia đình bà cho đến khi ông được gọi trở lại để giúp mẹ và các em của mình, do cha là Yesügei bị kẻ thù đầu độc.
Năm 1178, khoảng 7 năm sau, Temüjin đi xuôi dòng dọc theo sông Kelüren để tìm Börte. Khi Dei-Sechen thấy Temüjin đã trở lại Börte, ông ấy đã rất vui mừng và cho rằng cặp đôi này "đoàn kết như vợ chồng". Với sự cho phép của Dei-Sechen, Temüjin đưa Börte và mẹ bà đến sống trong yurt của gia đình mình, được cắm trại dọc theo sông Senggür. Của hồi môn của Börte là một chiếc áo khoác sable đen mịn.

## Bắt cóc và giải cứu
Ngay sau khi đám cưới, ba bộ tộc Merkit đã tấn công trại của gia đình Temüjin vào lúc bình minh. Temüjin, cùng gia đình và bạn bè có thể chạy trốn bằng ngựa, nhưng không còn ngựa để Börte chạy thoát. Bà bị người Merkit bắt đi và được trao cho một trong những chiến binh của họ như một chiến lợi phẩm. Cuộc đột kích nhằm trả đũa vụ bắt cóc Hoelun, mẹ của Temüjin, bởi cha ông Yesügei nhiều năm trước đó. Temüjin vô cùng đau khổ trước việc vợ bị bắt cóc và nhận xét rằng giường của ông "trống không" và ngực mình bị "xé toạc". Ông quyết tâm đưa Börte trở lại và cứu bà vài tháng sau đó với sự trợ giúp của các đồng minh Wang Khan và Jamukha. Một số học giả mô tả sự kiện này là một trong những ngã rẽ quan trọng trong cuộc đời của Temüjin, nó đã đưa ông đi trên con đường trở thành một kẻ chinh phục.
Börte đã bị giam giữ trong 8 tháng, và bà đã sinh ra Jochi sau khi được giải cứu, để lại nghi ngờ về cha của đứa trẻ là ai. Tuy nhiên, Temüjin vẫn luôn xem Jochi như là con đẻ, dù các con của ông không bao giờ chấp nhận Jochi trên vai trò người thừa kế. Jochi sau đó trở thành thủ lĩnh của Hãn quốc Kim Trướng.

## Khả đôn Mông Ngột quốc và Mông Cổ đế quốc
Börte là người vợ đầu tiên và là chính thất của Temüjin. Bà được người Mông Cổ tôn kính sau khi ông trở thành Thành Cát Tư Hãn, và bà được phong làm Khả đôn. Börte trong nhiều trường hợp đã ảnh hưởng lớn đến quyết định của chồng. Một trường hợp như vậy là khi Otčigin đến lều của Thành Cát Tư Hãn khi ông vẫn đang ở trên giường với Börte, và yêu cầu sự giúp đỡ chống lại bộ tộc Qongqotan. Trước khi Thành Cát Tư Hãn kịp nói gì, Börte đã "ngồi dậy trên giường, lấy mép chăn che ngực" và mô tả sự tàn ác của Qongqotan. Sau khi nghe vợ nói, Thành Cát Tư Hãn quyết định giúp Otčigin.
Khi Thành Cát Tư Hãn tiếp tục mở rộng ảnh hưởng và đế chế của mình, Börte vẫn ở lại và hỗ trợ Temüge, em trai của Thành Cát Tư trong việc cai trị quê hương Mông Cổ. Những người vợ khác tháp tùng Thành Cát Tư Hãn trong các chiến dịch của ông, trong khi bà cai trị lãnh thổ của mình và quản lý triều đình của riêng mình. Phần lớn sông Kherlen được giao cho bà, vùng đất trước đây thuộc về người Tatar. Chỉ có các con trai của bà được coi là ứng cử viên để kế vị Temüjin làm Khả hãn.
Börte thường được miêu tả là "một người phụ nữ xinh đẹp mặc áo choàng trắng bằng lụa, trên tóc có cài tiền vàng, ôm một con cừu trắng và cưỡi một con chiến mã trắng".

## Con cái
- Con trai: 
  - Jochi
  - Chagatai
  - Ögedei
  - Tolui
- Con gái:
  - Kua Ujin Bekhi, con lớn, được hứa hôn với Tusakha, con trai của Senggum, và cháu của Wang Khan, người cai trị bộ tộc Keraite; cuối cùng được gả cho Botu, thuộc bộ tộc Ikires, và là góa phụ của dì nội Temulun.
  - Alakhai Bekhi, kết hôn đầu tiên với Alaqush Digit Quri, thủ lĩnh của bộ tộc Ongüt; sau đó đến cháu trai và người thừa kế Jingue; và cuối cùng là con riêng của chồng bà, Boyaohe
  - Tümelün, kết hôn với Chigu, con trai của Anchen, con trai của Dei Seichen, cha của Börte
  - Alaltun kết hôn với Chaur Setsen, con trai của Taiju Kurgen thuộc bộ tộc Olkanut.[13] Bà thường bị nhầm với Il-Alti, con gái của một người vợ lẽ, người được gả cho thủ lĩnh người Uyghur Idi Qut.
  - Checheikhen, kết hôn với Törölchi, con trai của Quduka beki, thuộc bộ tộc Oirat.